# Scaevola scabrida
Scaevola scabrida är en tvåhjärtbladig växtart som beskrevs av W. V Fitzg. Scaevola scabrida ingår i släktet Scaevola och familjen Goodeniaceae. Inga underarter finns listade i Catalogue of Life.